# إليزابيث جانينج (كاتبة)
إليزابيث غانينغ (1769 – 20 يوليو 1823) كانت روائية إنجليزية ومترجمة من الفرنسية، ونشرت أيضًا باسم زوجها إليزابيث بلانكيت.
في تسعينيات القرن الثامن عشر، كانت موضوع "حرب منشورات" تتعلق بعلاقة مزعومة مع اللورد بلاندفورد. اتُهمت غانينغ ووالدتها بتزوير سلسلة من الرسائل، يُزعم أنها من بلاندفورد ووالده الدوق من مارلبورو، ونُشرت كدليل على أن بلاندفورد قد تقدم لخطبتها. ونتيجة لذلك، طُردت غانينغ من بيت والدها، وانتقلت مؤقتًا إلى فرنسا مع والدتها لتجنب عواقب الفضيحة.
بعد ذلك، سارت على خطى والدتها، الروائية سوزان غانينغ، وبدأت مسيرة كتابية غزيرة. نشرت ثلاثة عشر عملًا روائيًا وستة ترجمات بين عامي 1794 و1815. كانت أول عملين لها روايات حسية، ثم كتبت لاحقًا روايات قوطية وكتبًا للأطفال. تزوجت غانينغ من جيمس بلانكيت، الضابط الأيرلندي، في عام 1803 وأنجبت أربعة أبناء. استمرت في النشر باستخدام "السيدة بلانكيت" و"آنسة غانينغ" على صفحات عناوين أعمالها. توفيت في عام 1823.

## حياتها المبكرة وعائلتها
كانت غانينغ الابنة الوحيدة للكاتبة سوزان غانينغ والضابط جون غانينغ. جدها وجدتها من جهة الأب كانا من النبلاء الأيرلنديين الفقراء: جون غانينغ من كاستل كوت في مقاطعة روسكمن وبريدجيت بورك، ابنة ثيوبالد بورك، البارون السادس من مايو. وُلدت في عام 1769 في بريطانيا الشمالية، حيث كان والدها نائبًا لقائد الجيش، ونشأت في إدنبرة، اسكتلندا. خلال الحرب الثورية الأمريكية، خدم والدها في الخارج؛ وعند عودته، انتقلت العائلة إلى لانغفورد كورت في لانغفورد السفلى، سومرست. في يونيو 1788، انتقلوا إلى لندن، واستأجروا منازل في سانت جيمس بليس وتوكنهام.
تزوّج اثنان من عمات غانينغ من جهة الأب من أفراد في النبلاء بطرق مفاجئة: ماريا أصبحت كونتيسة كوفنتري وإليزابيث أصبحت دوقة أولى لهاملتون ثم دوقة أرجيل. وكانتا مشهورتين إلى حد ما بجمالهما وسعيهما للارتقاء الاجتماعي. أما العمة الأخرى، أخت والدتها مارغريت مينيفي، فقد كانت روائية.

## فضيحة الخطوبة الكاذبة
في أوائل العشرينات من عمرها، أصبحت غانينغ مشهورة كشخص فشل في الارتقاء الاجتماعي، وحاول تقليد زواج عماتها من النبلاء من خلال التلاعب والتزوير. يبدو أن أهدافها كانت ابن عمها جورج كامبل، المعروف آنذاك بماركيز لورن، وجورج سبينسر-تشرشل، المعروف آنذاك بماركيز بلاندفورد. كان كل من لورن وبلاندفورد ورثة دوقات؛ لورن كان ابن دوق أرجيل، وبلاندفورد كان ابن دوق مارلبورو.
من الصعب التمييز بين الأحداث الحقيقية للفضيحة، وقد نُشرت عدة روايات متضاربة حول شخصية غانينغ وأفعالها. ربطت الشائعات الأولية غانينغ مع لورن؛ لكن هذه الشائعات حلّت محلها شائعات عن علاقة عابرة مع بلاندفورد في عام 1790. أخبرت غانينغ صديقاتها المقربات في خريف عام 1790 أنها مخطوبة إلى بلاندفورد، وانتشر الخبر بحلول أغسطس. واعتبارًا من أكتوبر 1790، سخر الكاتب هوراس والبول من غانينغ في رسائله إلى أصدقائه وشكك في صحة الخطوبة.

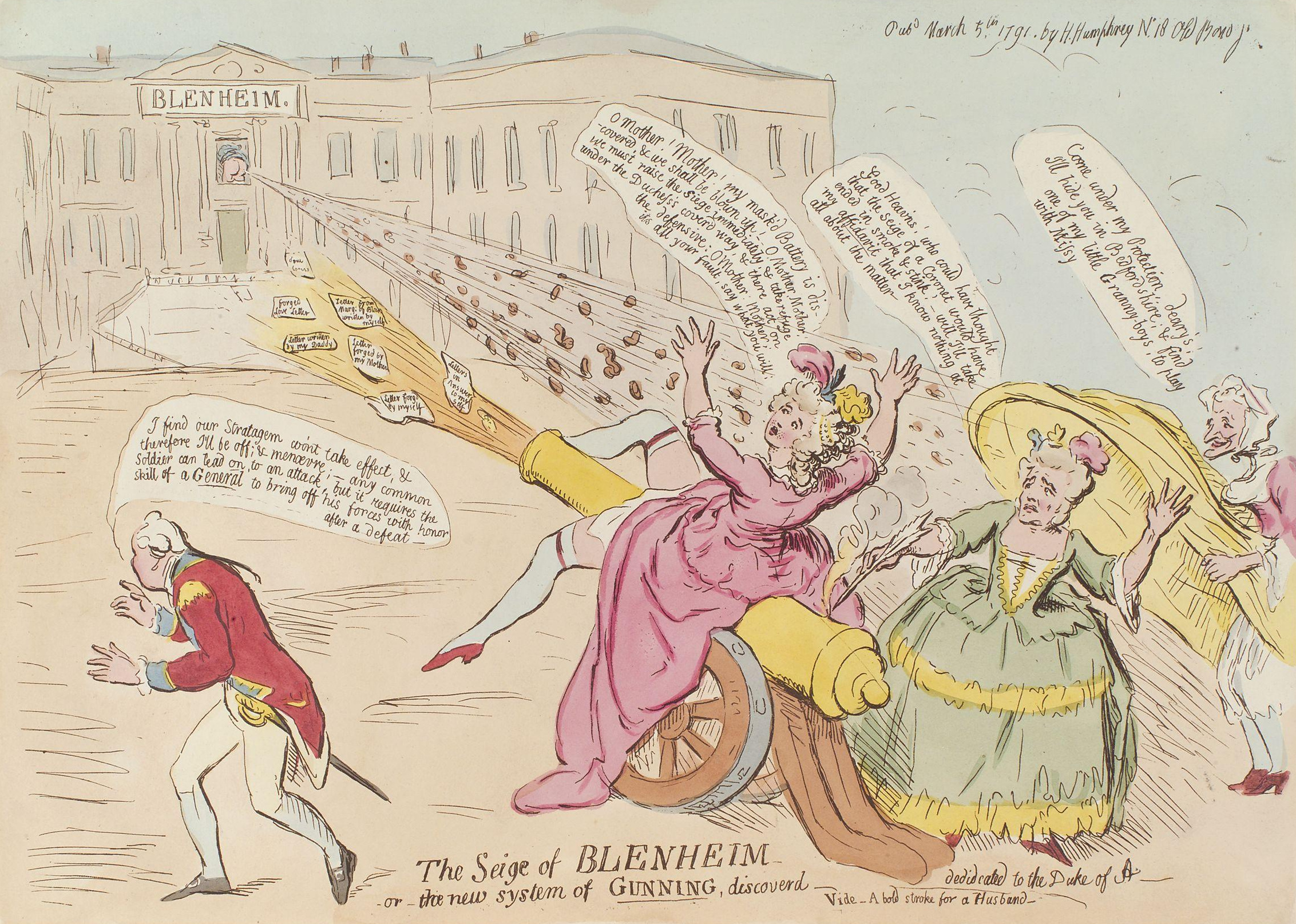
رسم كاريكاتوري من تأليف جيمس غيلراي. غانينغ تقف على المدفع، الذي يطلق رسائل حب مزورة نحو قصر بلينهايم (مقر دوقات مارلبورو)؛ وتدفعها عاصفة من القذارة من القصر. الأشخاص الآخرون، من اليسار إلى اليمين، هم والدها، ووالدتها سوزان غانينغ، ودوقة بيدفورد.

في فبراير 1791، كتب والد غانينغ إلى والد بلاندفورد متأنيًا من عدم تحديد موعد للزواج؛ وتلقى ردًا مزورًا. أشار الرد المزور إلى أن غانينغ تبادلت رسائل حب مع بلاندفورد، لكنه أكد في النهاية ارتباطها العاطفي بلورن؛ كما نسب الرسالة إلى والد بلاندفورد ليُثني على فضائل غانينغ ويُبدي أسفه لأن بلاندفورد أضاع فرصة الزواج منها. نُشر هذا الرسالة علنًا إلى جانب رسائل أخرى يُزعم أنها من بلاندفورد وغانينغ خلال علاقتهما العابرة، ثم كُشفت لاحقًا على أنها مزورة. طرد والد غانينغ ابنته ووالدتها من بيته، ظنًا منه أنهما وراء المخطط. أكّدت الأم والابنة برهانات قانونية على براءتهما وانتقلتا للعيش مع جدة بلاندفورد، دوقة بيدفورد، التي دافعت عنهما. نشرت والدة غانينغ منشورًا مكوّنًا من 147 صفحة، اتهمت فيه زوجها بمحاولة تحميل ابنته البريئة تهمة التزوير التي تُعد جريمة عقوبتها الإعدام. وقد دافعت عن غانينغ بأسلوب درامي يشبه أسلوب رواياتها، وأُعيد طباعة المنشور عدة مرات بسبب مبيعاته الشعبية.
ظلّت التكهنات حول غانينغ موضوع نقاش عام لعدة أشهر. ناقشت مجتمعات لندن نية الرسائل المزورة: ربما كانت تهدف إلى تهديد سمعة بلاندفورد وإجباره على الزواج؛ أو ربما كان لورن هو الهدف الحقيقي، وأن الرسائل كانت تهدف إلى إثارة غيرة لورن ودفعه لتقديم عرض زواج؛ أو ربما كان الهدف هو تشويه سمعة غانينغ، وأن والدها هو من دبر المخطط لتجنب تكلفة إعالتها ووالدتها في وقت كانت فيه أوضاعه المالية صعبة. لم يُعتبر أي من هذه النظريات مرضية تمامًا؛ فقد اعترضت مجلة The Gentleman's Magazine: "[بلاندفورد] لم يكن ليُجبر على الزواج بمراسلات لم يكن على علم بها؛ ومن غير المرجّح أن تكون هذه الوسيلة مناسبة لجذب قلب أي نبيل آخر [أي لورن]، بالادعاء بأنها مغرمة بشخص آخر". أنتج الساخر جيمس غيلراي ثلاثة رسوم كاريكاتورية للغانينغ، وأطلق هوراس والبول الاسم الساخر "غانينغياد" على الحادثة بأكملها.
مع تفكك المخطط، ناقش الجمهور أيضًا من الذي خان عائلته: معظم الناس إما اتهموا غانينغ بأنها خدعت والديها، أو اتهموا غانينغ ووالدتها بالتآمر ضد والدها؛ أما من رأى غانينغ بريئة، فقد اتهم والدها بتشويه سمعة ابنته عمدًا. في النهاية، ادّعى إسيكس باوين، وهو ابن عم والد غانينغ، مسؤوليته عن التزوير. وأصرّ على أنه كتب وسلّم الرسائل بأمر من غانينغ، رغم أن البعض شكّ في تواطئه مع والدها. في ذلك الوقت، كان الرأي العام يلقي اللوم على إحدى السيدتين غانينغ أو كليهما. اليوم، يعتبر المؤرخون أنه من الممكن بالمثل أن يكون والد غانينغ هو المسؤول، مدفوعًا بديون القمار المتزايدة. في نهاية الحادثة، انتقلت غانينغ ووالدتها مؤقتًا إلى فرنسا لتجنب الفضيحة وخطر الملاحقة القانونية بتهمة التزوير.

### الكتابة

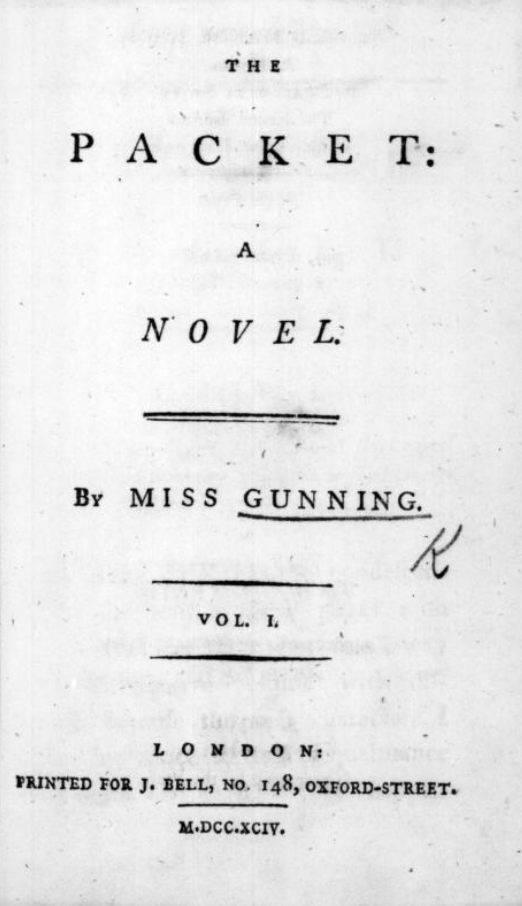
صفحة العنوان من رواية The Packet، أول رواية لغانينغ

بدأت غانينغ مسيرتها الأدبية في عام 1794، ونشرت في النهاية تسع روايات، وست ترجمات من الفرنسية، وأربع كتب للأطفال. روايتها الأولى، The Packet (1794)، تبدأ بمقدمة تدّعي فيها أنها كاتبة هاوية مضطرة للنشر بسبب الحاجة المالية. وتعتبر الباحثة فاليري ديربيشير أن هذه المقدمة وصف دقيق للدافع وراء كتابة غانينغ، تحت "تهديد الفقر وظل الفضيحة"، بعد فقدان دعم والدها المالي. بالمقابل، يرى المؤرخ الأدبي بام بيركنز أن هذا التمثيل الذاتي هو تعبير نمطي تسويقي. وتصف بيركنز غانينغ بأنها احترافية جدًا في إدارة مسيرتها. على عكس العديد من الكتاب الذين كتبوا "تحت طائلة المخاطرة" — أي يكملون المخطوط أولًا ثم يحاولون بيعه للناشر — تمكنت غانينغ من الحصول على عقد قبل أن تبدأ كتابة The Packet. وعندما كتبت أكثر من الأربعة مجلدات المتعاقد عليها، أزالت المواد الإضافية لبيعها بشكل منفصل ككتابها الثاني، Lord Fitzhenry.
وكان غانينغ في بداية مسيرتها تستخدم شهرتها السلبية كأداة تسويقية. إذ كانت الغالبية العظمى من الروايات في تلك الفترة تُنشر بشكل مجهول، لكن غانينغ نشرت باستمرار باسمها المعروف جدًا على صفحة العنوان؛ حتى بعد زواجها، استمرت رواياتها في التأكيد على أن "السيدة بلانكيت" معروفة للقراء باسم "آنسة غانينغ". كما ركّزت رواياتها المبكرة على سرديات الفضائح، وتتضمن تعليقات من المؤلفة تكسر "الجدار الرابع" للدفاع عن نفسها أمام النقاد.
كانت أول روايتين لغانينغ روايات حسية؛ أما الثالثة، The Foresters (1796)، فكانت رواية قوطية ادّعت زورًا أنها ترجمة من الفرنسية، مستخدمة تيمة "المخطوط المكتشف". جميع أعمال غانينغ أُعيد طبعها وتُرجمت بشكل غير قانوني عدة مرات خلال حياتها، مما يدل على نجاح مسيرتها. تقول بيركنز: "لم تكن مسيرة أدبية ساطعة مثل مسيرة بيرني أو سميث، لكنها كانت مسيرة متينة ومحترمة". لكن بعد وفاتها، نُسيت أعمالها بسرعة. تقييم المؤرخة الأدبية إيزابيل غرانتي لأعمالها مختلط: "روايات إليزابيث غانينغ المبكرة، مثل روايات والدتها، عاطفية، مع فكاهة بطيئة، وتأمّلات أخلاقية تافهة، وأسلوب متكلف بوعي، ووعي طبقي شديد. كل منهما كتبت لاحقًا بشكل أكثر إثارة ونقدًا للمجتمع". وكانت ترجمتها الفرنسية الأكثر شهرة لعمل تعدد العوالم للكاتب برنارد لو بوفييه دي فونتينيل، الذي كُتب أول مرة عام 1686.

### حياتها المتأخرة ووفاتها
توفي والد غانينغ في عام 1799، وحصلت على تركة كبيرة. وتوفيت والدتها في عام 1800. في عام 1803، تزوجت غانينغ من الرائد جيمس بلانكيت من كينيرد، مقاطعة روسكمن. وأنجبت أربعة أبناء: كوفنتري بلانكيت (وُلد 1805)، جيمس غانينغ بلانكيت (1807–1849)، جون غانينغ بلانكيت (وُلد 1808)، وجورج أرجيل بلانكيت (1811–1902). وكان حفيدها، جيمس غانينغ بلانكيت، ضابطًا عسكريًا يمتلك ممتلكات في روسكمن.
توفيت غانينغ في 20 يوليو 1823 في لونغ ميلفورد، سافولك. ووصف إشعار وفاتها في مجلة مجلة السيد بأنها "سيدة تتمتع بالعديد من الفضائل والمواهب الكبيرة".

## أعمالها

### الروايات
- The Packet، 4 مجلدات، 12mo، لندن: بيل، 1794.
- Lord Fitzhenry، 3 مجلدات، 12mo، لندن: بيل، 1794.
- The Foresters. A Novel، 4 مجلدات، 12mo، لندن: لوه، 1796.
  - هذه رواية أصلية تدّعي أنها ترجمة من الفرنسية.[4]
- The Orphans of Snowdon. A Novel، 3 مجلدات، 12mo، لندن: لونديس، 1797.
- The Gipsey Countess. A Novel، 5 مجلدات، 12mo، لندن: لونجمان آند ريس، 1799.
- Family Stories; or Evenings at my Grandmother's، مجلدان، 12mo، لندن: تابارت، 1802.
- The Farmer's Boy، 4 مجلدات، 12mo، لندن: كروسبي، هيرست وآم. جونز، 1802.
- The Heir Apparent: A Novel. By the Late Mrs Gunning [...] Revised and Augmented by her Daughter, Miss Gunning، 3 مجلدات، لندن: ريدجواي وسايموندز، 1802.
- A Sequel to Family Stories، &c.، 12mo، لندن: تابارت، 1802.
- The Village Library; Intended for the Use of Young Persons، 18mo، لندن: كروسبي، 1802.
- The War-Office: A Novel، 3 مجلدات، 12mo، لندن: طُبع للمؤلفة، 1803.
- The Exile of Erin، 3 مجلدات، 12mo، لندن: كروسبي، 1808.
- The Man of Fashion: A Tale of Modern Times، مجلدان، 12mo، لندن: آم. جونز، 1815.
  - نُشرت أيضًا تحت عنوان The Victims of Seduction; or, Memoirs of a Man of Fashion.[26]

### ترجمات من الفرنسية
- Memoirs of Madame de Barneveldt. Translated from the French by Miss Gunning، مجلدان، 8vo، لندن: لو وبوكر، 1795.[4]
- Conversations on the Plurality of Worlds by M. de Fontenelle. With Notes, and a Critical Account of the Author's Writings, by Jerome de la Lande [...] Translated from a Late Paris Edition, by Miss Elizabeth Gunning، 12mo، لندن: دوندي وهيرست، 1803.[4]
- The Wife with Two Husbands: A Tragi-Comedy, in Three Acts. Translated from the French of Pixerécourt, 8vo، لندن: سايموندز، 1803.
  - عرضت غانينغ هذا النص وعمل أوبرا مستند عليه على كويفينت غاردن ودروي لاين، دون نجاح.[4]
- Malvina by Madame C***** [Cottin], Authoress of Clare d'Albe and Amelia Mansfield. Translated from the French by Miss Gunning، 4 مجلدات، 12mo، لندن: هيرست، تشابل وداتون، 1804.[4]
- Dangers through Life; or, The Victim of Seduction. A Novel [...] By Mrs Plunkett (Late Miss Gunning)، 3 مجلدات، لندن: جيه. إيبرس، 1810.
  - قدّمت غانينغ هذا الترجمة المتحررة من عمل كلود جوزيف دورات Les Malheurs de l'inconstance (1772) على أنها عمل أصلي خاص بها.[16]
- Sentimental Anecdotes, by Madame de Montolieu, Author of 'Tales, 'Caroline of Lichfield: &c. &c. &c. [...] Translated from the French by Mrs Plunkett, Formerly Miss Gunning، مجلدان، لندن: تشابل، 1811.